# Al-Zirbah
Al-Zirbah (tiếng Ả Rập: الزربة) là một ngôi làng Syria nằm ở quận Mount Simeon, Aleppo. Theo Cục Thống kê Trung ương Syria (CBS), Al-Zirbah có dân số 4.760 trong cuộc điều tra dân số năm 2004.